# Peñón de Alhucemas
Het Peñón de Alhucemas (Riffijns: Ṭaẓruṭ n Nqur, Arabisch: Sakhrat Al Hoceima) is een van de Spaanse territoria in Noord-Afrika (de zogenaamde Plazas de soberanía), samen met de kustenclaves Ceuta en Melilla, het Peñón de Vélez de la Gomera de Islas Chafarinas, en het betwiste rotseiland Isla Perejil.

## Geografie
Peñón de Alhucemas en de rotseilanden Isla de Mar en Isla de Tierra, westelijker gelegen, vormen samen de Alhucemas-eilanden. Ze liggen 300 meter van de kustlijn van de Marokkaanse stad Al Hoceima (ook Alhucema, ten tijde van de Spaanse kolonisatie vanaf 1925 enkele jaren Villa Sanjurjo genaamd) verwijderd, 155 kilometer ten oosten van Ceuta en 100 km ten westen van Melilla.
De rots Peñón de Alhucemas is een klein eiland, 170 meter bij 86 meter groot, met een maximale hoogte van 27 meter boven zeeniveau. De rots wordt volledig ingenomen door een fort, verschillende huizen en een kerk.

## Geschiedenis
De Spaanse soevereiniteit gaat terug tot 1559, toen het door sultan Muley Abdallah el Galib Billah aan Spanje werd gegeven als beloning voor de steun tegen de Ottomaanse legers. In 1673 zond Spanje een garnizoen naar het eiland, dat sedertdien permanent bezet bleef. Op dit ogenblik verblijft een zestigtal soldaten in het fort. Vlak bij het eiland ligt de landingsplaats van de Spaanse en Franse expeditietroepen tijdens de Rifoorlog van 1925. Tevens werd het ook gebruikt om van hieruit beschietingen uit te voeren op plaatsen zoals Ajdir, Azghar en Ait Hicham. De Riffijnse benaming voor dit eiland is Tazrut n N'kur (Rots van N'Kour). N'Kour is een oud rijk dat zetelde langs de baai van Al Hoceima.
De Spaanse soevereiniteit over het Peñon wordt door Marokko betwist sinds de onafhankelijkheid van dat land in 1956. Het werd echter niet vermeld tussen de door Spanje overgedragen gebieden in de verdragen die de Marokkaanse onafhankelijkheid begeleidden.

## Galerij

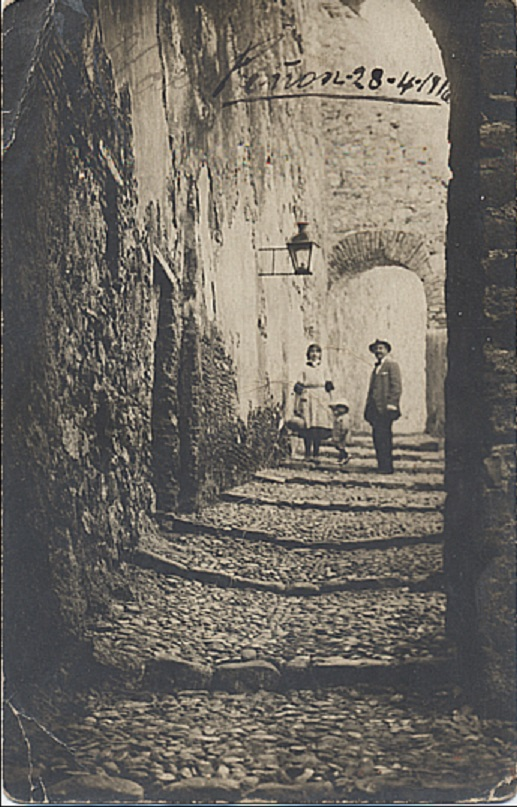
Spaanse familie in 1915
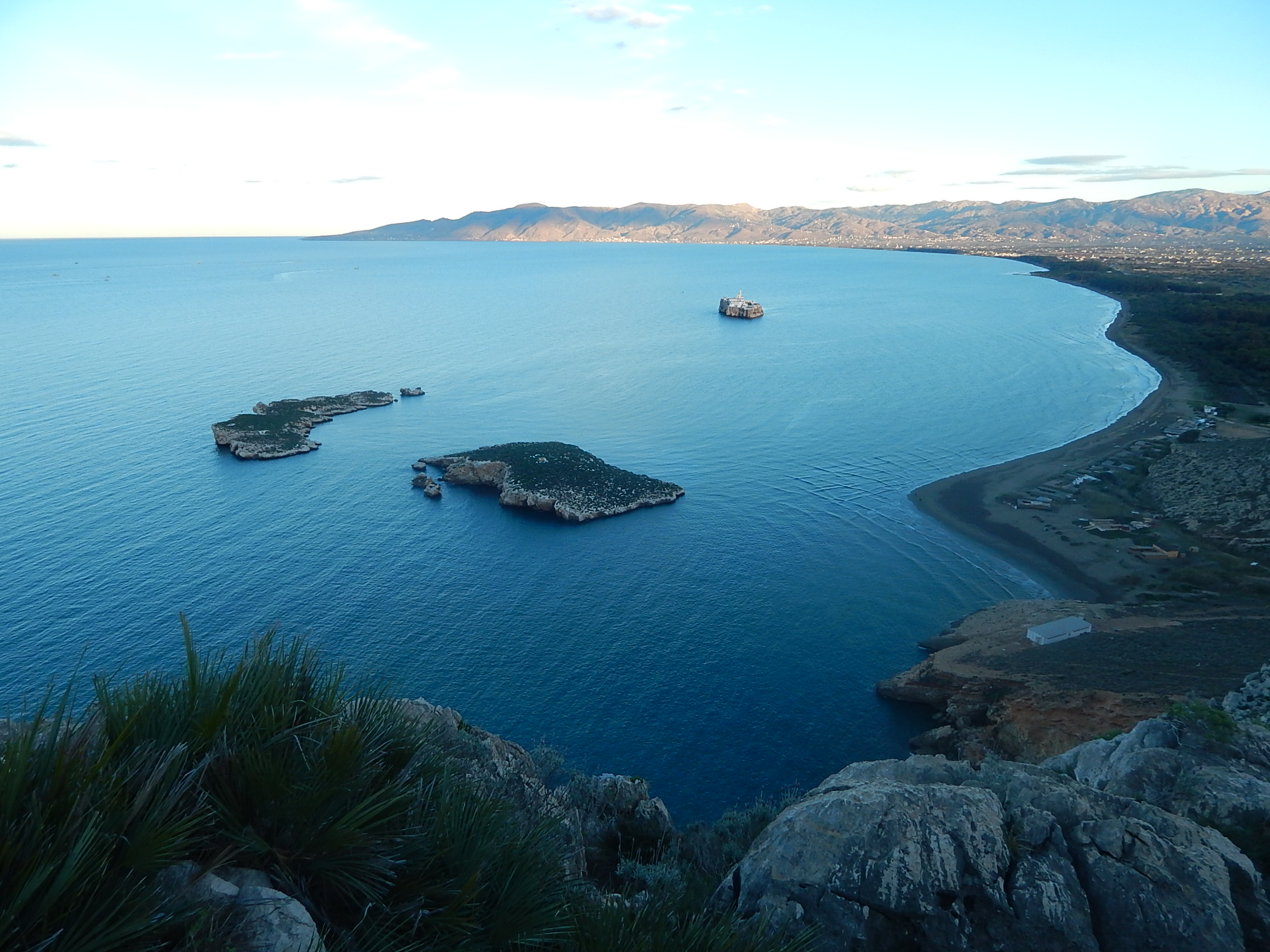
De drie eilanden vanaf de Marokkaanse kust
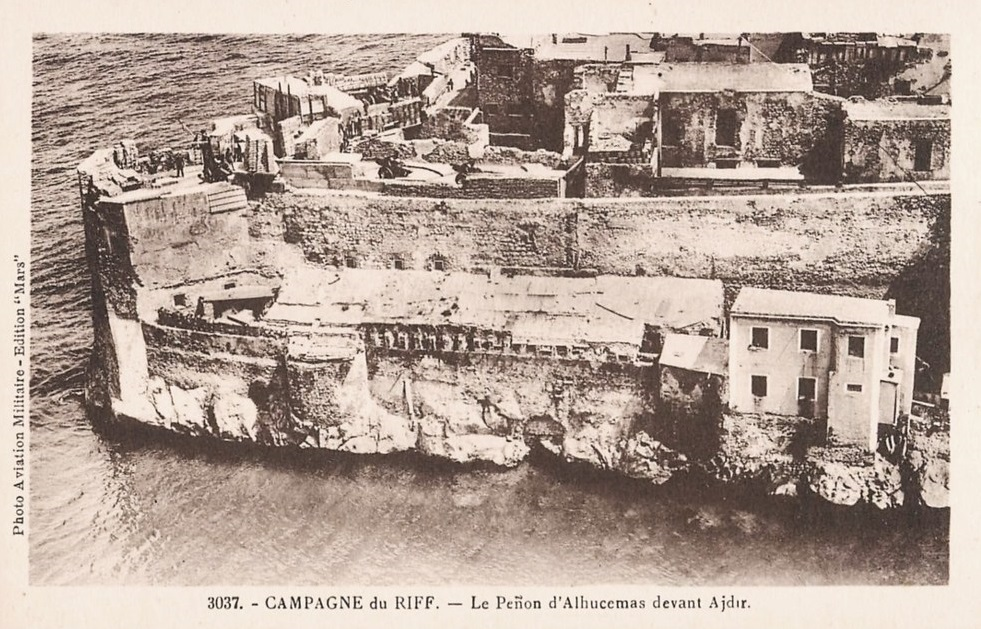
Peñón de Alhucemas in 1925